# Eleccions legislatives belgues de 1936
Les Eleccions legislatives belgues de 1936 se celebraren el 24 de maig de 1936, poc abans de començar la Segona Guerra Mundial. Guanyaren els socialistes, però es formà un govern catòlic liberal presidit per Paul Van Zeeland. Es produí una forta inestabilitat política provocada pels bons resultats de l'extrema dreta flamenca i valona.
| Party       | Cambra de Representants | Cambra de Representants | Cambra de Representants | Senat | Senat | Senat   |
| Party       | Vots                    | %                       | Escons                  | Vots  | %     | Esconss |
| ----------- | ----------------------- | ----------------------- | ----------------------- | ----- | ----- | ------- |
| Socialistes | 758.485                 | 32,1%                   | 70                      |       |       |         |
| Catòlics    | 653.717                 | 27,7%                   | 61                      |       |       |         |
| Liberals    | 292.270                 | 12,4%                   | 23                      |       |       |         |
| Rex         | 271.481                 | 11,5%                   | 21                      |       |       |         |
| VNV         | 166,737                 | 7,1%                    | 16                      |       |       |         |
| Comunistes  | 140.223                 | 6,1%                    | 16                      |       |       |         |
| KVV         | 22.224                  | 0,9%                    | 2                       |       |       |         |
| Altres      | 53.599                  | 2,54%                   |                         |       |       | 0       |
| Total       |                         | 100%                    | 202                     |       |       |         |